# Cavidade gastrovascular

Cavidade gastrovascular de um platelminte (Dugesia), a amarelo

A cavidade gastrovascular ou celêntero, como o nome indica, tem como função a digestão e o transporte de nutrientes para todo o corpo do animal. Dois dos filos animais, Cnidaria e Platyhelminthes, possuem este tipo de cavidade.
Os cnidários, de simetria radial, possuem uma estrutura semelhante a um saco, constituida por duas camadas de células e uma camada gelatinosa entre elas. A cavidade possui apenas uma abertura para o exterior e é, na maioria dos cnidários, rodeada por tentáculos. Os tentáculos servem para capturar as presas.